# Jelle de Louw
Jelle de Louw (Sint-Oedenrode, 23 juli 1997) is een Nederlands voetballer die als middenvelder voor FC Den Bosch speelde.

## Carrière
Jelle de Louw speelde in de jeugd van VV Nijnsel en FC Den Bosch, wat in 2014 de jeugdopleiding met RKC Waalwijk samenvoegde tot Brabant United. De Louw debuteerde voor FC Den Bosch op 8 mei 2015, in de met 3-3 gelijkgespeelde thuiswedstrijd tegen Almere City FC. Hij kwam in de 85e minuut in het veld voor Elvis Kabashi. In de twee seizoenen hierna zat hij nog enkele wedstrijden op de bank, maar kwam niet meer in actie. In 2016 nam Jong FC Den Bosch deel in de voetbalpiramide, in de Derde divisie zondag. Met Jong FC Den Bosch speelde De Louw enkele wedstrijden in het seizoen 2016/17, waarna hij naar het niet in de voetbalpiramide uitkomende Jong RKC Waalwijk vertrok. Sinds 2018 speelt hij voor VV Nijnsel.

### Statistieken
| Seizoen                     | Club           | Land           | Competitie     | Competitie | Competitie | Beker | Beker | Totaal | Totaal |
| Seizoen                     | Club           | Land           | Competitie     | Wed.       | Dlp.       | Wed.  | Dlp.  | Wed.   | Dlp.   |
| --------------------------- | -------------- | -------------- | -------------- | ---------- | ---------- | ----- | ----- | ------ | ------ |
| 2014/15                     | FC Den Bosch   | Nederland      | Eerste divisie | 1          | 0          | 0     | 0     | 1      | 0      |
| 2015/16                     | FC Den Bosch   | Nederland      | Eerste divisie | 0          | 0          | 0     | 0     | 0      | 0      |
| 2016/17                     | FC Den Bosch   | Nederland      | Eerste divisie | 0          | 0          | 0     | 0     | 0      | 0      |
| Carrièretotaal              | Carrièretotaal | Carrièretotaal | Carrièretotaal | 1          | 0          | 0     | 0     | 1      | 0      |
| Bijgewerkt op 20 maart 2018 |                |                |                |            |            |       |       |        |        |